# Partit Revolucionari Ucraïnès
El Partit Revolucionari Uucraïnès (ucraïnès: Революційна українська партія, Revolyutsiyna ukraïnska partiya RUP) va ser un partit polític de tendència nacional-revolucionària i marxista fundat l'11 febrer del 1900 per estudiants de Khàrkiv, l'objectiu principal del qual era la revolució i la independència d'Ucraïna.
Ben aviat el partit presentà conflictes interns a causa de les diferències en la importància donada als objectius nacionals d'una banda i als socialistes, d'una altra. Si el primer programa del Partit revolucionari ucraïnès preveia la independència d'Ucraïna, la idea d'autonomia dins d'una federació amb Rússia es va acabar imposant.
El partit finalment es va dividir en tres. Sota la direcció de Mikola Mikhnovski es crea una petita ala nacionalista que es va convertir en el Partit Popular d'Ucraïna. Subscrit a un nacionalisme absolut, el partit es va mantenir sense influència. Després, el 1904, és l'ala esquerra del RUP el que se separa i es converteix en la Unió socialdemòcrata ucraïnesa, abans d'unir-se a la socialdemocràcia russa.
La resta del RUP prengué el 1905, el nom de Partit Obrer Socialdemòcrata Ucraïnès Aquest últim va continuar conciliant els objectius nacionals i socialistes. Trobem en particular Volodímir Vinnitxenko i Símon Petliura, cadascun dels quals forma un corrent dins del partit; el primer més aviat social-revolucionari i el segon més nacional-democràtic.